# 文化経済学
文化経済学（英語：cultural economics、フランス語：Économie de la culture）とは、芸術・文化を対象とする経済学である。芸術政策・文化政策の提言を行う。
文化経済学は経済学の一分野であり、芸術作品の生産（創造）、流通、消費（享受）を扱う。長い間、文化経済学の対象は、視覚芸術及び舞台芸術に限定されていた。しかし、1980年代に入り、その対象は、映画・書籍・音楽・出版などの文化産業に広がった。また、美術館や図書館、歴史的建造物のような文化施設にも研究対象は広がりを見せている。『ジャーナル・オブ・エコノミック・リテラチャー』（JEL）の分類体系では、文化経済学はZ1に相当する。

## はじめに
文化経済学は広い意味での芸術を対象としている。対象となる財は、創造的内容を含むものである。ただし、創造的内容を持つということだけでは、文化的財として確定できない。文化的財の価値は、象徴的内容によって規定されており、物理的性質によっては規定できない。
経済学の考え方は、汚染や汚職、教育のような問題にも適用されてきた。芸術作品や文化には特別な性質がある。古典派経済学者アダム・スミスは、等価物がないので、芸術作品や文化を価値付けることはできないと考えた。アルフレッド・マーシャルは、ある種の文化的財の需要は消費に依存していることを指摘した。例えば、ある音楽を聴けば聴くほど、その音楽をより多く聴くようになる。マーシャルの経済学の枠組みの中で、こうした財には、限界効用の逓減は当てはまらない。そのような対象を扱う文化経済学の主要な著作としては、ボーモルとボーエンの著作（『舞台芸術：芸術と経済のジレンマ』）や、中毒財に関するゲーリー・ベッカーの著作、公共選択に関するアラン・ピーコックの著作がある。

## 舞台芸術：ボーモルと文化経済学

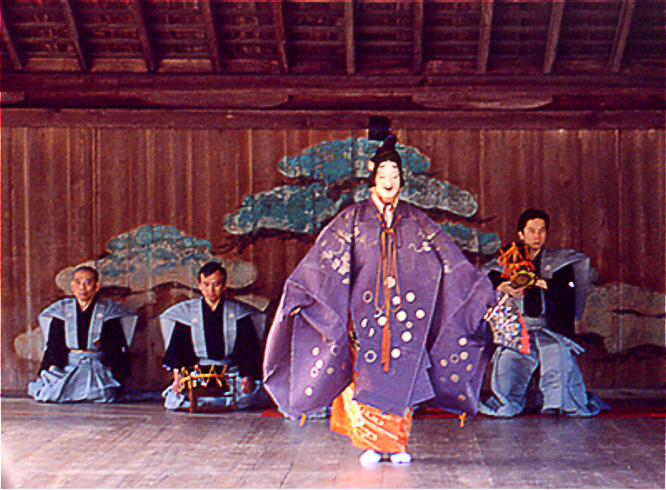
広島県宮島、厳島神社での能

ウィリアム・ボーモルとウィリアム・ボーエンの画期的な著作によって、ライブ・パフォーマンスの相対的な費用上昇に関して、「コスト病」という概念が導入された。コスト病概念によって、舞台芸術が政府の補助金への依存を深めていくことが理解できる。コスト病は、消費財が労働自体である場合に生じる。モリエールの劇『タルチュフ』を演じるには、1664年において、2時間と12人の俳優を要した。2007年においてもその事情は変わっておらず、やはり2時間と12人の俳優を要する。現代において、芸術業は、多くの人的資本投資を必要としており、それに応じてより多く賃金を支払われる必要がある。芸術家の賃金は、一般の人々の賃金と同様に上昇していく必要がある。賃金は経済の一般的な生産性に従って上昇していき、演劇の上演費用も一般的な生産性にあわせて上昇していく。しかし、俳優の生産性は上昇する性質のものではない。
このコスト病の問題に関して、舞台芸術の経済学のその後の研究は、次の2つの方向に進んだ。
第1に、生産のある種の領域では生産性の上昇が見られることに注意が向けられた。これは、コスト病の妥当性に疑義を示すものである。『タルチュフ』の例で説明すれば、一つの『タルチュフ』の上演を、技術の進歩によって以前に比べて多くの観客が見ることができるようになった。例えば、劇場の建築の改善や、マイクやテレビ、録音の出現によって、そのようなことが可能になったのである。
第2に、文化部門への補助金の配分に注意が向けられた。補助金は一般の人々の利益に合
ったものでないといけないが、文化部門への補助金は所得分配効果を持っている。例えば、文化部門への補助金で社会の中でも相対的に富裕な層は得をする。補助金が与えられる劇の観客が富裕層に偏っている場合や、補助金が少数のエリート芸術家集団に与えられるとき、この所得分配効果が働く。

## 美術品の市場

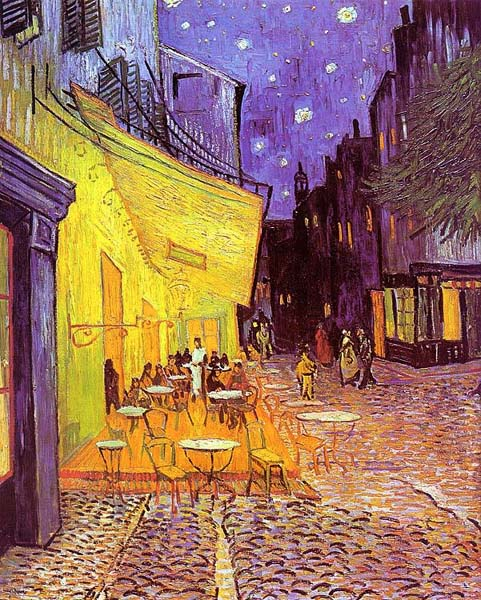
ゴッホ「夜のカフェテラス」(1888)

視覚芸術の市場は2つに区分できる。1つは、歴史があり、親しまれている、よく知られた美術品の市場である。もう1つは、流行や新しい発見によって影響されやすい現代美術作品の市場である。両方の市場が寡占的である。つまり、視覚芸術の市場には、限られた数の売り手と限られた数の買い手しかいない。視覚芸術の市場に関しては、2つの主要な疑問がある。第1の疑問は、「いかに価格が決定されるか」である。第2の疑問は、「金融資産に比べて美術品の収益率はどうなっているか」である。

### 価格決定
一般的に、美術品の材料となる石材や絵の具自体は、完成した作品に比較してずっと安価である。また、美術品の価格が大きく異なることを労働投入量から説明することはできない。美術品の価値は、潜在的な買い手や専門家の評価に依存している。この価値評価は、3つの要素から成る。
1. 社会的価値：美術品を所有することによって得られる社会的地位。芸術家は、「芸術資本」を持っているといえる。
2. 芸術的価値：同時代の他の作品の中での地位や、後世においての重要性。
3. 作品の価格推移：買い手が作品を再び売りに出すことを予定した場合、これまでの取引価格の推移が重要になる（寡占的市場構造を前提にしたとき）。

また、3種類の経済主体が価値決定に関わる。
1. 画廊の所有者やミュージアムの館長といった特定の専門家
2. 美術史家のような専門家
3. 投資対象として作品を購入する買い手

### 美術市場と投資
主要な金融機関、銀行、保険会社の中には、1990年代に美術品の投資で大きな収益を得たところがあった。1990年代初めに株式の収益率が下落した時に、美術品の収益率は下落しなかった。そのため、分散投資の機会があるといえる。
また、データが豊富なために、美術市場の研究は盛んである。多くの美術品がオークションで売られている。オークションでの取引は透明性が大変高く、価格データを作成することができる。中には、1652年にまで遡って価格データを作成できる作品もある。
実証研究によれば、美術品の収益率は株式よりも低く、価格変動率は少なくとも株式と同じぐらい高い。美術品を所有することで得られる無形の利得が、部分的には収益率の低さを説明できるだろう。しかし、美術品の収益率の低さを理解する上では、美術品の購入や寄付には多くの種類の減免税がある（米国を中心に各国で税減免があるが、日本には当てはまらない）事実が重要である。
1986年に行われたウィリアム・ボーモルの推定によれば、20年間で金融資産の年収益率が2.5%であるのに対して、美術品の年収益率は0.55%である。

## 文化産業
書籍や、録音物、映画は、オリジナルの複製物の存在から、その価値が定まる。こうした文化的財は、文化産業の生産物である。文化産業の市場は、次のように特徴付けられる。
- 価値の不確実性。財の需要（成功）を予測することが難しい。これは、経験財の特質である。
- 無限の多様性。自動車のような生産物に関しては、その性質に基づいて生産物同士を区別することができる。多くの生産物は、比較的少ない性質に基づいて分類することが可能である。しかし、文化的財の場合は、性質が多様であり、しばしば主観的である。このため、文化的財を互いに比較することは難しい。
- 取引される生産物の高い集中。売り上げの主要な部分は、ベスト・セラーや超大作といわれるものによる。
- 短い寿命。多くの製品は、短期間に売られる。
- 高い固定費用。市場に出すまでに巨額の費用がかかる。映画の製作費用は、その映画の複製費用に比べてはるかに高い。

### 市場構造
主な文化産業は、寡占的市場構造である。市場は、2、3の主要な会社に支配されており、残りの市場に多くの小さな会社が存在する。小さな会社は、芸術供給の濾過装置の役割を果たしうる。つまり、成功を収めた芸術家を用いた小さな会社は、主要な会社の一角に登りつめることができる。テレビや映画の生産を一括した巨大な複合企業が、1920年代から存在している。1990年代には、産業の枠を超えた合併がいくつか行われた。合併によるシナジー効果や市場支配力は、期待されていた利益をもたらさなかった。2000年代の始めには、分野ごとの組織化が進んできた。

## 文化遺産の経済学
文化遺産は、財や不動産に反映されている。ミュージアムの運営と規制は、この領域で研究されてきた課題である。

### ミュージアム
ミュージアムには、収蔵品の保存の役割と一般市民への展示の役割とがある。ミュージアムは商業的に経営することも、非営利基盤で経営することも可能である。非営利で行う場合、ミュージアムは公共財にまつわる問題に直面する。つまり、自己資金のみで維持するか、あるいは補助金の交付を受けるかという問題がある。
ミュージアム特有の問題の1つとして、収蔵品の莫大な価値と予算との不均衡が挙げられる。また、ミュージアムは地代の高い都市の中心部に位置していることが多いので、展示場所を拡張することには限界がある。米国のミュージアムでは、収蔵品の約半数しか展示されていない。欧州のミュージアムの中には、フランスのポンピドゥー・センターのように、収蔵品の5%しか展示されていないところもある。
展示以外にも、ミュージアムは、カタログや複製品のような関連生産物から収入を得ている。収蔵品を作り出していくという無形の生産もミュージアムは行っている。ミュージアムは、世の中にある多くの作品の中から専門知識に基づいて選択し、収蔵品を作り出している。それによって、単なる作品の存在にそれ以上の価値を加えている。
保存と展示という2つの目的の間で、ミュージアムは選択しないといけない。一方では、ミュージアムは、保存上の理由から、できる限り少数の作品だけを展示することにし、あまりよく知られていない作品を集め、専門的な客のみを入館させ、知識と研究を促進したい。他方では、 展示という目的からは、市民からの需要を満たし、多くの客を魅了するには、様々な種類の主要な作品を展示する必要がある。政府が、保存と展示という2つの目的の間で選択を行うとき、経済学の契約理論を用いることが役立つ。契約理論によって、求められる結果を出すために様々なミュージアム運営者にどのようにインセンティブを与えるかが分かる。

### 不動産

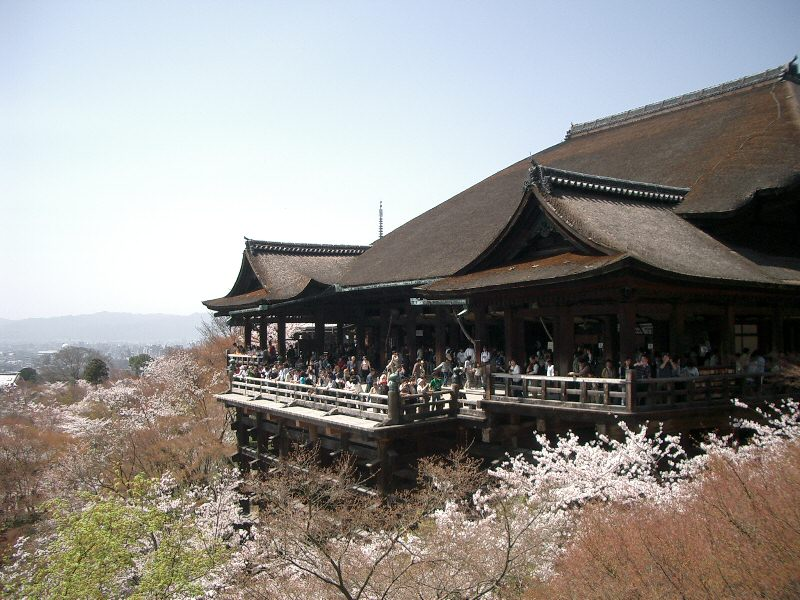
京都、清水寺

多くの国々に、文化的価値のある建物や建造物の保護のための仕組みがある。所有者は修復のために減税や補助金を受ける。その代わりに、所有者は、建物の改変に関して制限を受けたり、一般市民が建物へ入ることを認めたりしないといけない。こうした仕組みもまた、ミュージアムと同じく、保存と展示の選択の問題を抱えている。これに関してはまだほとんど研究がなされていない。

## 芸術家の労働市場
特に次の4点によって、芸術家の労働市場を特徴付けることができる。
1. 極端に不平等な所得分布である。ほんの一握りの集団が所得全体の内の大部分を稼ぐ。
2. 構造的な労働の過剰供給が存在する。需要に釣り合わない数の人々が、芸術家として所得を得たいと願っている。
3. 労働に金銭以外の無形の代償がある。そのため、人々は本来よりも低い水準の賃金でも甘んじて受け入れる。
4. 芸術家と作品が切り離せない。生産物が芸術家に与えるイメージが、芸術家にとって重要である。

### スター現象

夏目漱石(1867-1916)

シャルウィン・ローゼンに由来するスター現象とは、市場で一握りの芸術家がその分野の収益のほとんどを稼ぐという現象である。文化産業では、生産物の質に関する不確実性が、スター現象に大きな役割を果たしている。消費者は、生産物がどれほどよいものなのか消費してみないと分からない（例えば、映画の場合）。また、文化産業において生産者も、典型的な不確実性に直面している。消費者は、価格の他に、評判や、カバーやポスターに載っている名前を参考にしている。生産者もそのことを理解しているので、高い質の印となるような著名人（スター）には大金を払う。アドラーやギンスバーハ（V. Ginsburgh）の研究によれば、スターの地位は偶然によって決まる。例えば、音楽コンテストの結果は、演奏の順番に強く依存している。
このスター現象の偶然性は、芸術分野で労働の過剰供給が存在する1つの原因とされてきた。スターの莫大な収入や非合理的な行動、リスク愛好的な選好のために、収入の多くを他の仕事から得ながらでも、成功しない芸術家は挑戦をやめないのである。芸術分野で労働の過剰供給が存在するもう1つの原因は、芸術家が労働から社会的地位という意味での無形の代償を受け取る可能性があることである。

### 生産構造
文化的財の生産には、通常の財とは異なる構造があるとされてきた。職人は、収入であるという観点でのみ、自分の生産物に関心を払っている。それに対して、芸術家は、生産物を自己表現であると見なすことが多い。そのため、芸術家は、自分の生産物に対して制限を課したいと願うのだろう。

## 研究史
- 1966 William Baumol & William Bowen, Performing Arts: The Economic Dilemma.（邦訳：渡辺守章・池上惇監訳『舞台芸術－芸術と経済のジレンマ』芸団協出版部、1994年。）
- 1973 W. ヘンドン教授によりJournal of Cultural Economicsが創刊される。
- 1979 W. ヘンドン教授が第1回文化経済学国際研究学会をエジンバラで開く。
- 1982 第2回文化経済学国際学会がマーストリヒトで開かれる。
- 1984 第3回文化経済学国際学会がアクロンで開かれる。
- 1986 第4回文化経済学国際学会がアヴィニョンで開かれる。
- 1988 第5回文化経済学国際学会がオタワで開かれる。
- 1990 第6回文化経済学国際学会がスウェーデン、ウメアで開かれる。
- 1991 池上惇『文化経済学のすすめ』丸善ライブラリー
- 1992 文化経済学会＜日本＞（JACE）設立。
- 1992 第7回文化経済学国際学会がテキサスで開かれる。
- 1993 国際文化経済学会（ACEI）設立。
- 1993 Kluwer Academic PublishersからJournal of Cultural Economicsが発行されるようになる。
- 1993 池上惇・山田浩之編『文化経済学を学ぶ人のために』世界思想社
- 1993 James Heilbrun, Charles M. Gray, The Economics of Art and Culture.
- 1994 ACEIが北米で3つの学術学会を開く。
- 1995 ACEIが文化遺産の経済的評価に関する国際シンポジウムをシシリーで共催。
- 1996 第9回文化経済学国際学会がボストンで開かれる。
- 1998 文化経済学会＜日本＞によって、『文化経済学』創刊。
- 1998 池上惇他編『文化経済学』有斐閣ブックス
- 1998 第10回文化経済学国際学会がバルセロナで開かれる。
- 2000 第11回文化経済学国際学会がミネアポリスで開かれる。
- 2001 David Throsby, Economics and Culture.（邦訳：中谷武雄・後藤和子監訳『文化経済学入門』日本経済新聞社、2002年）
- 2002 第12回文化経済学国際学会がロッテルダムで開かれる。
- 2004 第13回文化経済学国際学会がシカゴで開かれる。
- 2006 第14回文化経済学国際学会がウィーンで開かれる。

## 文化経済学者

### 海外
- en:Orley Ashenfelter　労働経済学者。美術品やワインのオークションに関する実証研究で著名。
- en:William J. Baumol（ウィリアム・ボーモル）
- fr:Françoise Benhamou　フランスの文化経済学者。フランス語の文化経済学の入門書の著者。
- en:Mark Blaug（マーク・ブローグ）経済学説史研究の大家。文化経済学の初期からの研究者でもある。
- en:Richard E. Caves　ハーバード大学名誉教授。国際貿易が専門。文化産業を契約理論で分析。
- en:Bruno S. Frey（ブルーノ・フライ）スイスの応用経済学者。政治経済学や幸福の経済学の研究でも著名。芸術経済学に関する論文が多数ある。
- en:Victor Ginsburgh（ヴィクター・ギンスバーフ）ベルギーの経済学者。文化経済学の分野では言語の研究がある。
- en:Charles M. Gray　アメリカの文化経済学者。
- en:Arjo Klamer　オランダの文化経済学者。経済学のレトリックの研究でも著名。
- en:Robert G. Picard　メディア経済学で著名。
- en:Michael Rushton　文化経済学の諸課題を思想的に研究している。
- en:J. Mark Schuster　故人。MITの元教授。文化政策の研究者として著名。
- en:Günther Schulze　ドイツの文化経済学者。文化的財の国際貿易の研究で著名。
- en:David Throsby（デヴィッド・スロスビー）オーストラリアの文化経済学者。「文化資本」・「文化的価値」の概念提起を行う。
- en:Ruth Towse　英国（オランダ）の文化経済学者。芸術家の労働市場や知的財産権の研究を行う。

### 日本
- 池上惇　京都大学名誉教授
- 後藤和子　埼玉大学教授
- 佐々木雅幸　大阪市立大学教授
- 中谷武雄　京都橘大学教授
- 二神律子　中部学院大学教授
- 山田太門　慶應義塾大学教授
- 山田浩之　京都大学名誉教授

## 関連文献
- Throsby, David. Economics and Culture, Cambridge University Press, 2001. デヴィッド・スロスビー著、中谷武雄・後藤和子監訳『文化経済学入門：創造性の探求から都市再生まで』日本経済新聞社、2002 年。
- Towse, Ruth ed., A Handbook of Cultural Economics, Edward Elgar, 2003.
- Ginsburgh, Victor A. & David Throsby ed., Handbook of the Economics of Art and Culture, Vol.1, (Handbooks in Economics Series), North-Holland, 2006.